# Víctor Montaño
Víctor Hugo Montaño (ur. 1 maja 1984 w Cali) – kolumbijski piłkarz występujący na pozycji napastnika. Obecnie jest zawodnikiem klubu Montpellier HSC. Od 29 listopada 2012 roku jest również obywatelem Francji.

## Kariera klubowa
Montaño zawodową karierę rozpoczynał w 2002 roku w klubie Millonarios FC. W 2004 roku trafił do francuskiego FC Istres. W Ligue 1 zadebiutował 14 sierpnia 2004 w przegranym 1:2 meczu z AS Monaco, w którym strzelił także gola. W 2005 roku spadł z klubem do Ligue 2. Wówczas odszedł do innego drugoligowego zespołu - Montpellier HSC. Pierwszy ligowy mecz w jego barwach zaliczył 29 lipca 2005 przeciwko Le Havre AC (2:1). W 2009 roku z 15 bramki na koncie zajął 2. miejsce w klasyfikacji strzelców Ligue 2. W tym samym roku awansował z zespołem do Ligue 1.
29 czerwca 2010 roku Víctor Hugo Montaño podpisał 4–letni kontrakt z Stade Rennais FC.
7 sierpnia 2013 roku Víctor Hugo Montaño podpisał kontrakt z Montpellier HSC
| Sezon   | Klub             | Kraj     | Rozgrywki | Mecze | Bramki | Rozgrywki Europy | Mecze | Bramki |
| ------- | ---------------- | -------- | --------- | ----- | ------ | ---------------- | ----- | ------ |
| 2002/03 | Millonarios      | Kolumbia | Primera A | 23    | 0      | -                | -     | -      |
| 2003/04 | Millonarios      | Kolumbia | Primera A | 21    | 6      | -                | -     | -      |
| 2004/05 | FC Istres        | Francja  | Ligue 1   | 33    | 2      | -                | -     | -      |
| 2005/06 | Montpellier HSC  | Francja  | Ligue 2   | 33    | 1      | -                | -     | -      |
| 2006/07 | Montpellier HSC  | Francja  | Ligue 2   | 26    | 5      | -                | -     | -      |
| 2007/08 | Montpellier HSC  | Francja  | Ligue 2   | 29    | 6      | -                | -     | -      |
| 2008/09 | Montpellier HSC  | Francja  | Ligue 2   | 35    | 15     | -                | -     | -      |
| 2009/10 | Montpellier HSC  | Francja  | Ligue 1   | 36    | 11     | -                | -     | -      |
| 2010/11 | Stade Rennais FC | Francja  | Ligue 1   | 32    | 9      | -                | -     | -      |
| 2011/12 | Stade Rennais FC | Francja  | Ligue 1   | 29    | 8      | Liga Europy UEFA | 8     | 4      |
| 2012/13 | Stade Rennais FC | Francja  | Ligue 1   | 10    | 1      | -                | -     | -      |
| 2013/14 | Montpellier HSC  | Francja  | Ligue 1   | 27    | 4      | -                | -     | -      |
| 2014/15 | Montpellier HSC  | Francja  | Ligue 1   | 9     | 1      | -                | -     | -      |

Stan na: 9 listopada 2014 r.

## Kariera reprezentacyjna
W 2003 roku Montano wziął udział wraz z młodzieżową reprezentacją Kolumbii U-20 w Mistrzostwach Świata U-20. Wystąpił tylko raz w seniorskiej reprezentacji Kolumbii.

## Sukcesy

### Reprezentacyjne
- Kolumbia
  - 3. miejsce Mistrzostwa świata U-20 w piłce nożnej: 2003